# 민족문제연구소의 친일인명사전 수록자 명단 - 수작/습작
민족문제연구소의 친일인명사전 수록자 명단 - 수작/습작은 2009년 11월 8일에 민족문제연구소가 발간한 친일인명사전 수록자 명단 중 조선귀족 작위를 수작했거나 습작한 이들의 명단이다.

## 수작/습작 분야 목록 (137명)

### 가
| - 고영희 (高永喜) - 매국, 중추원 - 고중덕 (高重德) - 고흥겸의 습작 - 고흥겸 (高興謙) : 고희경의 습작 - 고희경 (高羲敬) : 고영희의 습작 - 중추원 - 권중현 (權重顯) - 매국, 중추원 - 권태환 (權泰煥) : 권중현의 습작 - 중추원 - 김교신 (金敎莘) - 김춘희의 습작 - 김덕한 (金德漢) - 김학진의 습작 - 김병익 (金炳翊) - 김사철 (金思轍) | - 김석기 (金奭基) : 김사철의 습작 - 김성근 (金聲根) - 김세현 (金世顯) : 김종한의 습작 - 김영수 (金英洙) : 김영철의 습작 - 김영철 (金永哲) - 김정록 (金正祿) : 김교신의 습작 - 김종한 (金宗漢) - 김춘희 (金春熙) - 중추원 - 김학진 (金鶴鎭) - 김호규 (金虎圭) : 김성근의 습작 |

### 나
| - 남장희 (南章熙) : 남정철의 습작 | - 남정철 (南廷哲) |

### 마
| - 민건식 (閔健植) - 중추원 - 민규현 (閔奎鉉) : 민철훈의 습작 - 민병삼 (閔丙三) : 민영규의 습작 - 민병석 (閔丙奭) - 매국, 중추원 - 민상호 (閔商鎬) - 중추원 - 민영규 (閔泳奎) - 민영기 (閔泳綺) - 중추원 - 민영린 (閔泳璘) - 민영소 (閔泳韶) | - 민영욱 (閔泳頊) : 민상호의 습작 - 민영휘 (閔泳徽) - 민종묵 (閔種默) - 민철훈 (閔哲勳) : 민종묵의 습작 - 민충식 (閔忠植) : 민영소의 습작 - 민형식 (閔炯植) - 민형식 (閔衡植) : 민영휘의 습작 - 중추원 - 민홍기 (閔弘基) : 민병석의 습작 |

### 바
| - 박경원 (朴經遠) : 박용대의 습작 - 박기양 (朴箕陽) - 중추원, 종교 - 박부양 (朴富陽) : 박제순의 습작 - 관료 - 박서양 (朴敍陽) : 박제빈의 습작 - 박승원 (朴勝遠) : 박기양의 습작 - 박영효 (朴泳孝) - 중추원, 제국의회 | - 박용대 (朴容大) - 박정서 (朴禎緖) : 박승원의 습작 - 박제빈 (朴齊斌) - 중추원, 종교 - 박제순 (朴齊純) - 매국, 종교 - 박찬범 (朴贊汎) : 박영효의 습작 |

### 사
| - 성기운 (成岐運) - 성일용 (成一鏞) : 성주경의 습작 - 성주경 (成周絅) : 성기운의 습작 | - 송병준 (宋秉畯) - 매국, 중추원 - 송종헌 (宋鍾憲) : 송병준의 습작 - 중추원, 제국의회 |

### 아
| - 윤강로 (尹强老) : 윤덕영의 습작 - 윤덕영 (尹德榮) - 매국, 중추원, 제국의회 - 윤웅렬 (尹雄烈) - 윤의섭 (尹毅燮) : 윤택영의 습작 - 윤택영 (尹澤榮) - 이강식 (李康軾) : 이기원의 습작 - 이건하 (李乾夏) - 이경우 (李卿雨) : 이규환의 습작 - 이규원 (李圭元) : 이하영의 습작 - 이규환 (李圭桓) : 이주영의 습작 - 이근명 (李根命) - 이근상 (李根湘) - 중추원 - 이근택 (李根澤) - 매국, 중추원 - 이근호 (李根澔) - 이기용 (李埼鎔) - 제국의회 - 이기원 (李起元) - 이봉의의 습작 - 이능세 (李能世) : 이정로의 습작 - 이달용 (李達鎔) : 이재완의 습작 - 이덕용 (李德鎔) : 이재각의 습작 - 이동훈 (李東薰) : 이근호의 습작 - 이범팔 (李範八) : 이건하의 습작 - 이병길 (李丙吉) : 이완용(李完用)의 습작 - 중추원 - 이병무 (李秉武) - 매국 - 이병옥 (李丙玉) : 이윤용의 습작 - 이봉의 (李鳳儀) - 이영주 (李永柱) : 이지용의 습작 - 이완용 (李完用) - 매국, 중추원 - 이완용 (李完鎔) - 이완종 (李完鍾) : 이범팔의 습작 - 이용원 (李容元) | - 이용태 (李容泰) - 이원호 (李原鎬) : 이용원의 습작 - 이윤용 (李允用) - 중추원 - 이인용 (李寅鎔) : 이재극의 습작 - 이장훈 (李長薰) : 이근상의 습작 - 이재각 (李載覺) - 이재곤 (李載崑) - 매국, 중추원 - 이재극 (李載克) - 이재완 (李載完) - 이정로 (李正魯) - 이종승 (李鍾承) : 이충세의 습작 - 이주영 (李胄榮) - 이중환 (李重桓) : 이용태의 습작 - 이지용 (李址鎔) - 매국, 중추원 - 이창수 (李彰洙) : 이원호의 습작 - 이창훈 (李昌薰) : 이근택의 습작 - 이충세 (李忠世) : 이근명의 습작 - 이택주 (李宅柱) : 이완용(李完鎔)의 습작 - 이풍한 (李豊漢) : 이종건의 습작 - 이하영 (李夏榮) - 중추원 - 이항구 (李恒九) - 이해국 (李海菊) : 이재곤의 습작 - 이해승 (李海昇) - 이해창 (李海昌) - 이홍묵 (李鴻默) : 이병무의 습작 - 이홍재 (李弘宰) - 이강식의 습작 - 임낙호 (任洛鎬) : 임선준의 습작 - 임선재 (任宣宰) : 임낙호의 습작 - 임선준 (任善準) - 매국, 중추원 |

### 자
| - 장석주 (張錫周) - 중추원 - 장인원 (張寅源) : 장석주의 습작 - 중추원 - 정낙용 (鄭洛鎔) - 정두화 (鄭斗和) : 정주영의 습작 - 정주영 (鄭周永) : 정낙용의 습작 - 정천모 (鄭天謨) : 정한조의 습작 - 관료 - 정한조 (鄭漢朝) - 조대호 (趙大鎬) : 조중응의 습작 - 군 - 조동윤 (趙東潤) - 군 | - 조동희 (趙同熙) - 조민희 (趙民熙) - 매국, 중추원 - 조용호 (趙龍鎬) : 조중수의 습작 - 조원흥 (趙源興) : 조대호의 습작 - 조중구 (趙重九) : 조동윤의 습작 - 조중수 (趙重壽) : 조민희의 습작 - 조중응 (趙重應) - 매국, 중추원 - 조중헌 (趙重獻) : 조동희의 습작 - 조희연 (趙羲淵) |

### 차
| - 최석민 (崔錫敏) | - 최정원 (崔正源) : 최석민의 습작 |

### 하
| - 한상기 (韓相琦) : 한창수의 습작 - 한상억 (韓相億) : 한상기의 습작 | - 한창수 (韓昌洙) - 중추원 |

## 같이 보기
- 조선귀족
- 친일파 708인 명단 - 조선귀족
- 민족문제연구소의 친일인명사전 수록자 명단
- 대한민국 정부 발표 친일반민족행위자 명단 - 정치